# Преброяване на населението в Княжество България (1887)
Преброяването на населението в Княжество България през 1887 година се състои на 31 декември. То е първо преброяване след Съединението на Княжество България с Източна Румелия. Програмата на преброяването се разширява с нови признаци.

## Резултати

### Вероизповедание
Численост и дял на населението по вероизповедание:
| Вероизповедание            | Численост | Дял (в %) |
| Общо                       | 3 154 375 | 100.00    |
| Православие                | 2 424 371 | 76.85     |
| Ислям                      | 676 215   | 21.43     |
| Юдаизъм                    | 24 352    | 0.77      |
| Католицизъм                | 18 505    | 0.58      |
| Армено–грегорианска църква | 5839      | 0.18      |
| Протестантство             | 1358      | 0.04      |
| Други                      | 1461      | 0.04      |
| Непоказани                 | 2274      | 0.07      |